# Netumbo Nandi-Ndaitwah

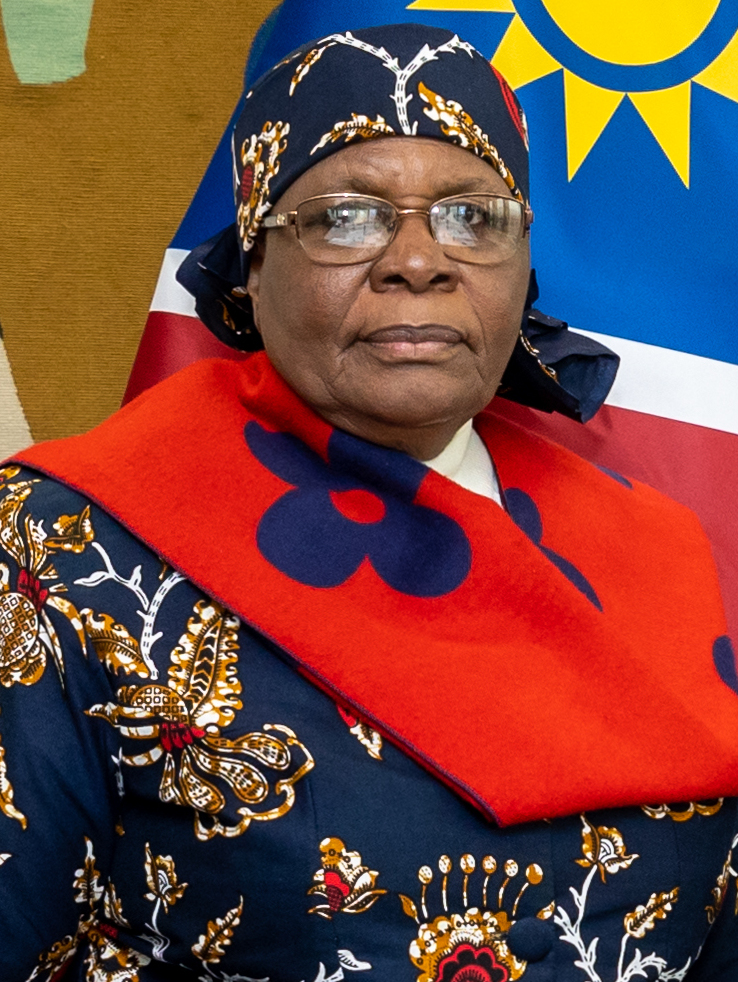
Netumbo Nandi-Ndaitwah (2022)

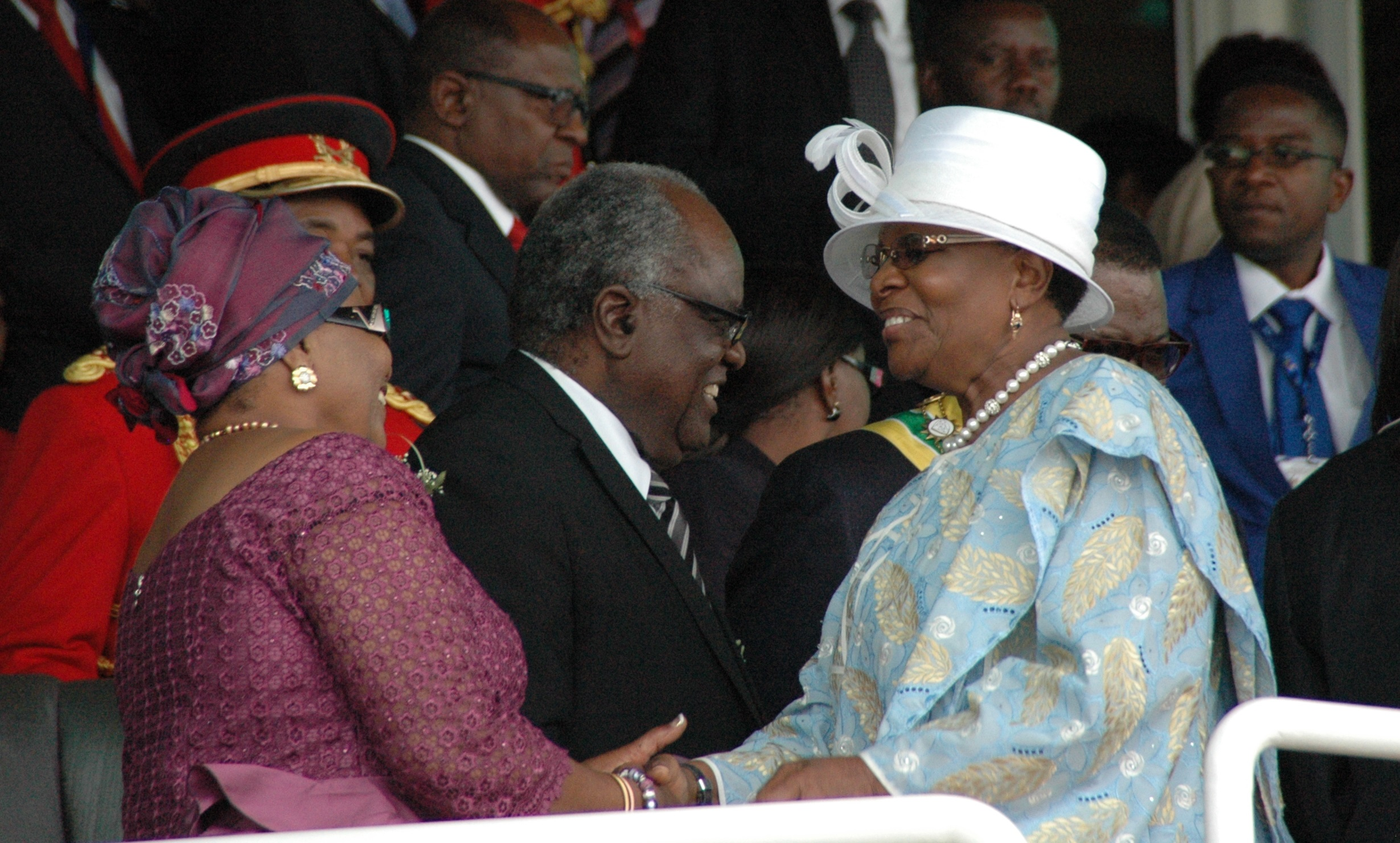
Nandi-Ndaitwah (rechts) bei ihrer Vereidigung zur Vize-Premierministerin (2015)

Ndemupelila Netumbo Nandi-Ndaitwah (* 29. Oktober 1952 in Onamutai, Südwestafrika) ist eine namibische Politikerin der SWAPO. Sie ist seit dem 21. März 2025 Präsidentin Namibias und die erste Frau, die dieses Amt innehat. Zuvor war Nandi-Ndaitwah ab Februar 2024 Vizestaatspräsidentin. Sie war von März 2015 bis Februar 2024 Vize-Premierministerin Namibias; davor war sie seit Dezember 2012 Außenministerin. Zudem ist Nandi-Ndaitwah seit 2017 Vizepräsidentin der SWAPO. 2005 war Nandi-Ndaitwah Ministerin für Information und Kommunikationstechnologie und kurz darauf bis 2012 Ministerin für Umwelt und Tourismus.

## Leben
Nandi-Ndaitwah wurde als neuntes von 13 Kindern eines anglikanischen Pfarrers geboren. Namibia stand zu diesem Zeitpunkt unter südafrikanischer Herrschaft. Die Mandatsmacht regierte das Land seit dem Ende des Ersten Weltkriegs und führte auch das System der Apartheid ein. Im Alter von 14 Jahren schloss sich Nandi-Ndaitwah der SWAPO, damals die Bewegung gegen die Fremdherrschaft, an. Die lokalen SWAPO-Kader trafen sich oft im Haus ihres Vaters.
Nandi-Ndaitwah ging auf die St. Mary’s Mission School in Odibo, eine Kaderschmiede der SWAPO, und wurde dort nach ihrer Schullaufbahn auch Lehrerin. Sie stieg zur Leiterin der SWAPO-Jugendliga auf und fand für ihre Zielstrebigkeit und ihr Organisationstalent Anerkennung. Die SWAPO-Jugendliga sollte ihr politisches Sprungbrett werden. Als sie 1973 an Protesten gegen eine gegen führende SWAPO-Mitglieder gerichtete Verhaftungswelle teilnahm, wurde Nandi-Ndaitwah selbst verhaftet und verbrachte die Monate August bis Dezember in Haft. Nach ihrer Freilassung aus der Haft ging sie ins Exil, absolvierte ein Studienjahr in der Sowjetunion und arbeitete für die SWAPO in Sambia und Tansania. Danach studierte sie von 1983 bis 1989 im Vereinigten Königreich, erst am Glasgow College of Technology und später an der Universität Keele, mit Abschlüssen in Business Administration und Internationale Beziehungen. 1983 heiratete sie in Tansania den späteren Guerillaführer der People’s Liberation Army of Namibia Epaphras Ndaitwah, wodurch ihr Doppelname entstand.
Nach der Unabhängigkeit Namibias kehrte Nandi-Ndaitwah nach Namibia zurück und stieg als Mitglied der nun als Partei organisierten SWAPO in der Politik nach und nach weiter auf. Seit die Nationalversammlung Namibias 1989 das erste Mal gewählt wurde, gehört sie ihr an. Im Jahr 1996 wurde sie kurzzeitig stellvertretende Generalsekretärin der Südwestafrikanischen Volksorganisation. 2000 wurde sie stellvertretende Außenministerin. 2002 übernahm sie ihren ersten führenden Ministerposten im Ministerium für Geschlechtliche Gleichberechtigung und Kinderwohlfahrt und setzte sich für eine 30-Prozent-Frauenquote im Parlament ein. Im Laufe der Jahre besetzte Nandi-Ndaitwah immer wieder wechselnde Ministerposten: Sie wurde 2005 Informationsministerin, 2008 Ministerin für Umwelt und Tourismus, 2012 Außenministerin sowie 2015 stellvertretende Premierministerin und Ministerin für internationale Beziehungen. 2017 wurde sie schließlich als erste Frau zur Vizepräsidentin Namibias gewählt.

## Präsidentschaft
Anfang 2024 starb Namibias amtierender Präsident Hage Geingob während einer Krebsbehandlung. Sein Stellvertreter Nangolo Mbumba übernahm das Präsidentenamt bis zum Ende der regulären Amtszeit im März 2025, kandidierte jedoch nicht für seine Nachfolge. Stattdessen trat Nandi-Ndaitwah als Präsidentschaftskandidatin der SWAPO bei den Wahlen an, die im November 2024 stattfanden. Sie ist für ihren pragmatischen Führungsstil und ihre Loyalität zur Partei bekannt. Die SWAPO-Partei, die das Land seit der Unabhängigkeit 1990 regiert, verzeichnete bereits bei der Parlamentswahl 2019 einen großen Stimmenrückgang. Sie ging darüber hinaus mit einer Arbeitslosenquote von etwa 20 %, fast so hoch wie 30 Jahre zuvor, in die Wahl Ende 2024. Weitere Wahlkampfthemen waren die problematischen Staatsfinanzen, Korruption und hohe soziale Ungleichheit. Entsprechend laut waren die Rufe nach einem Politikwechsel.
Nandi-Ndaitwah versprach im Wahlkampf, die hohe Arbeitslosigkeit zu überwinden und binnen fünf Jahren 500.000 neue Arbeitsplätze zu schaffen. Kritiker bezweifelten die Umsetzbarkeit dieser Ziele angesichts der wirtschaftlichen Herausforderungen, einschließlich der Erholung von der Covid-19-Pandemie und der im Rahmen der Klimakrise schwersten Dürre seit 100 Jahren. Unterstützer hoben jedoch das prognostizierte Wirtschaftswachstum von 3 % laut IWF und die potenziellen Einnahmen aus neu entdeckten Öl- und Gasreserven hervor. Zudem engagierte sie sich für das „Green Hydrogen Project“ in Partnerschaft mit Deutschland zur Positionierung Namibias als Vorreiter in der globalen Energiewende. Im Wahlkampf setzte Nandi-Ndaitwah zur Erreichung junger Wähler verstärkt auf soziale Medien. Zu ihren Hauptkonkurrenten zählten Panduleni Itula von den Independent Patriots for Change (IPC), McHenry Venaani von der Popular Democratic Movement (PDM) und Henk Mudge von der Republican Party.
Laut offiziellem Wahlergebnis erreichte Nandi-Ndaitwah bei der Präsidentschaftswahl 2024 58,07 % der Stimmen. Ihr Wahlsieg stellt keinen Generationenwechsel dar, doch gilt sie als unprätentiös und geeignet, die Traditionen der Befreiungsbewegung fortzuführen. Kritiker befürchten jedoch, dass die SWAPO nach ihrer Wahl mehr Wert auf Traditionspflege legen könnte, anstatt sich den zukünftigen Herausforderungen Namibias zuzuwenden. Die Opposition erkennt zudem das Wahlergebnis nicht an und hat wegen angeblicher Unregelmäßigkeiten rechtliche Schritte eingeleitet, was ihre Position politisch schwächt.
Nandi-Ndaitwah sieht sich mit einer traditionellen und männlich dominierten politischen Kultur im Land konfrontiert. Als erste Präsidentin des Landes trägt sie die Hoffnung einiger Frauen, die sich eine Veränderung der patriarchalen Gesellschaft wünschen. Nandi-Ndaitwah strebt nach Harmonie und Teamarbeit, betont Gemeinschaft, Leidenschaft und Fürsorge und erreicht damit die Basis.